# مراوح تهوية

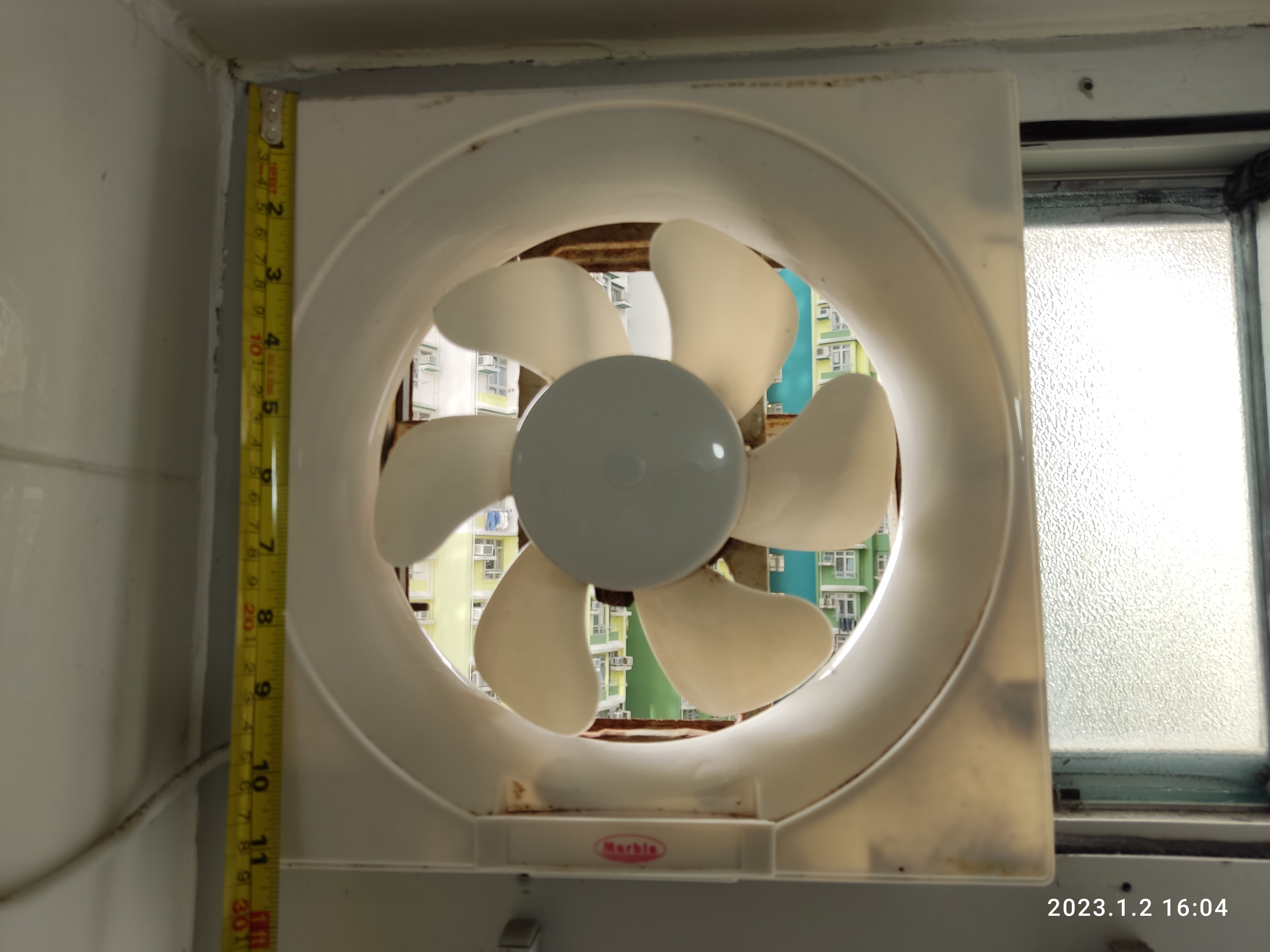
شفاط هواء مُثبت في أحدى النوافذ.

مراوح التهوية (Ventilation fans) او شفاط الهواء (Air extractor) او مروحة العادم (Exhaust Fan)
هي مرواح توضع لتبديل وتجديد الهوائ الداخلي، او صرف وشفط وطرد التلوث الهوائي والروائح والغبار والغازات والادخنة المنبعثة مثلاً احيانًا من عمليات الطهي وغيرها. يتم استخدامها احيانًا في عملية التبريد بطريقة التهوية حيث يتم شفط وطرد الهواء الساخن ليدخل محله هواء جديد بارد، كما في الحواسيب بمروحة النظام الرئيسية (Main System Fan)